# كريس وارد (مغني)
كريس وارد (بالإنجليزية: Chris Ward)‏ هو مغني وكاتب أغاني أمريكي، ولد في 27 يونيو 1960 في ذا برونكس في الولايات المتحدة.

## وصلات خارجية
- كريس وارد على موقع ميوزك برينز (الإنجليزية)
- كريس وارد على موقع ديسكوغز (الإنجليزية)